# أوشكوش (شركة)

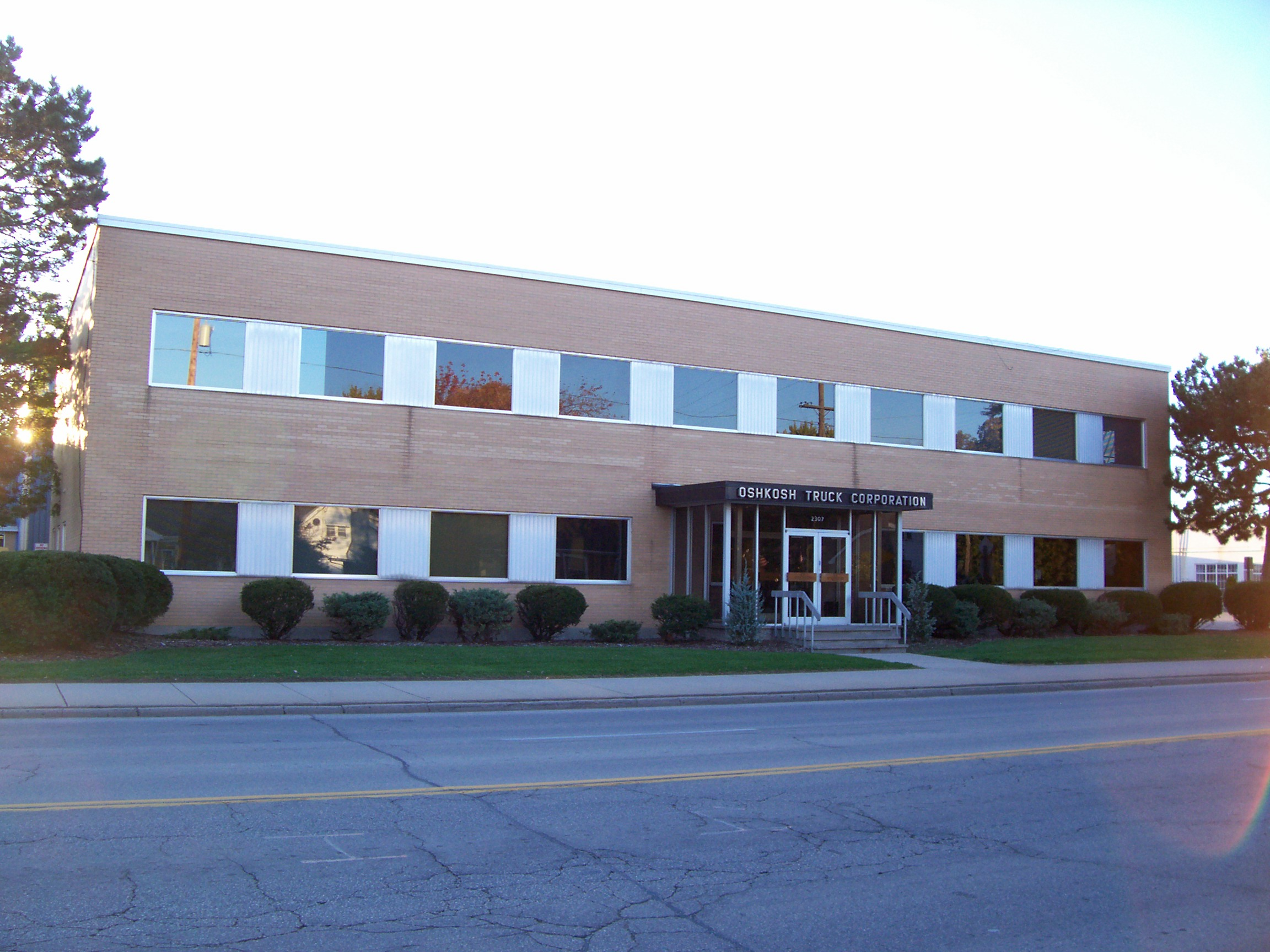
المقر العالمي لشركة أوشكوش في (أوشكوش) ويسكنسون (الولايات المتحدة)

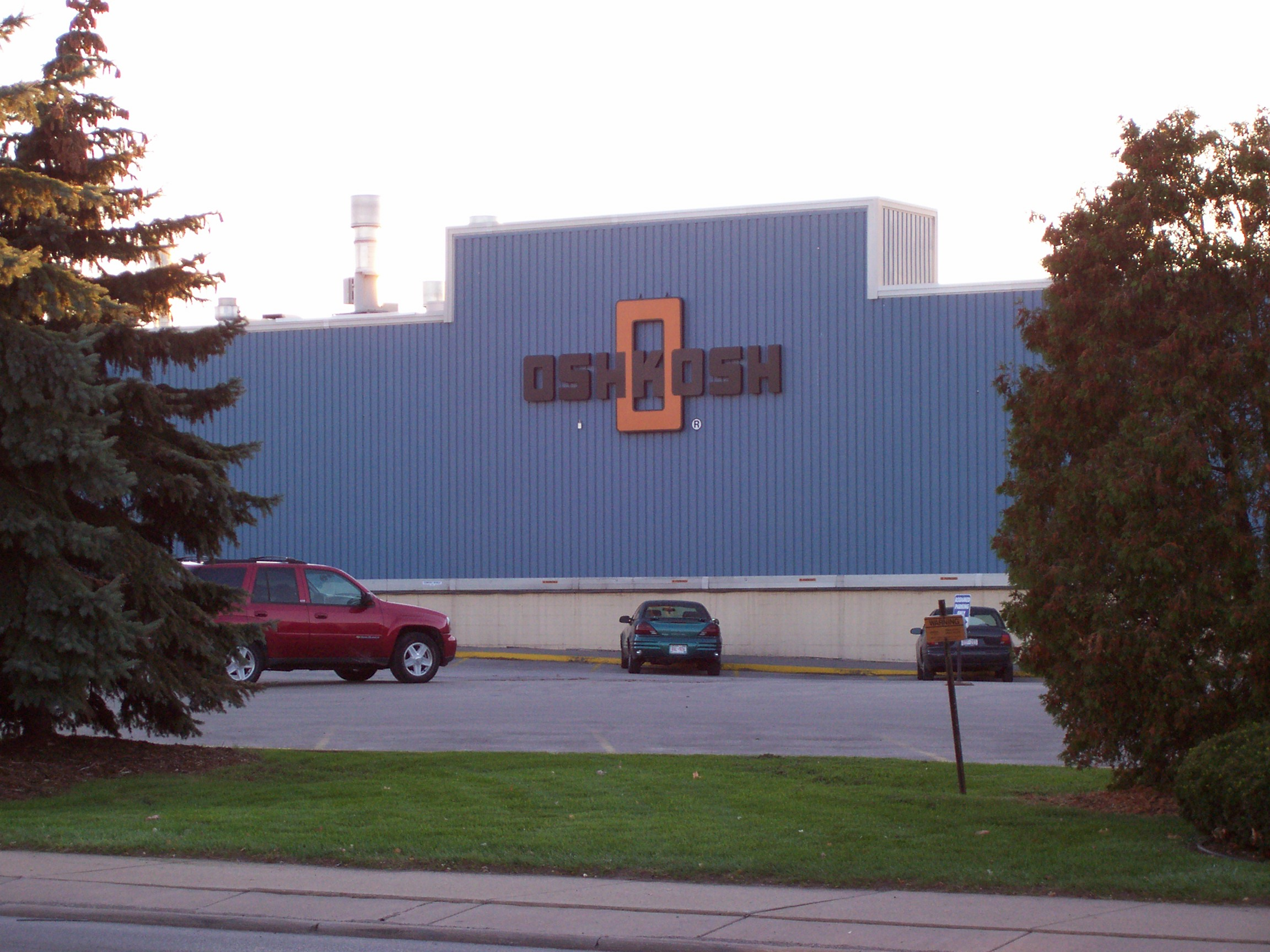
معمل أوشكوش للشاحنات

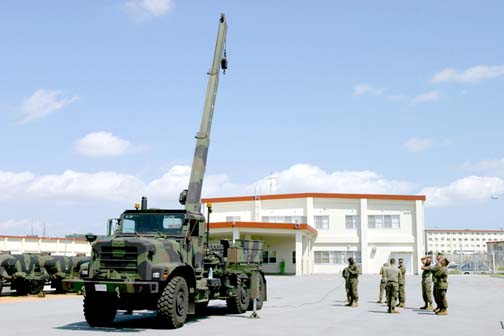
رافعة ام كي 36

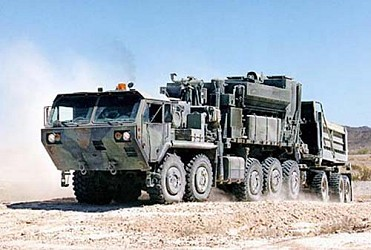
شاحنة (PLS)

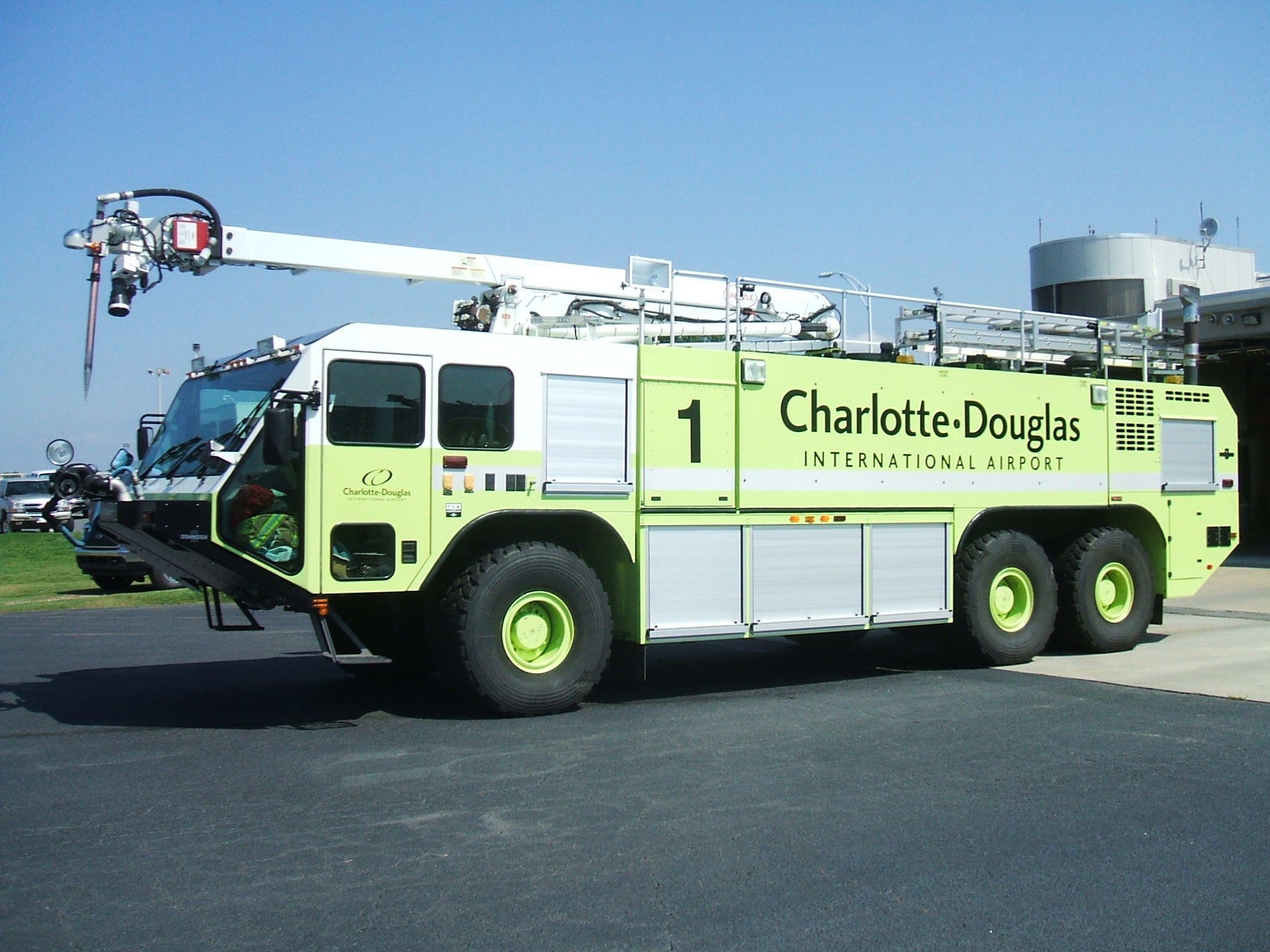
أوشكوش سترايكر

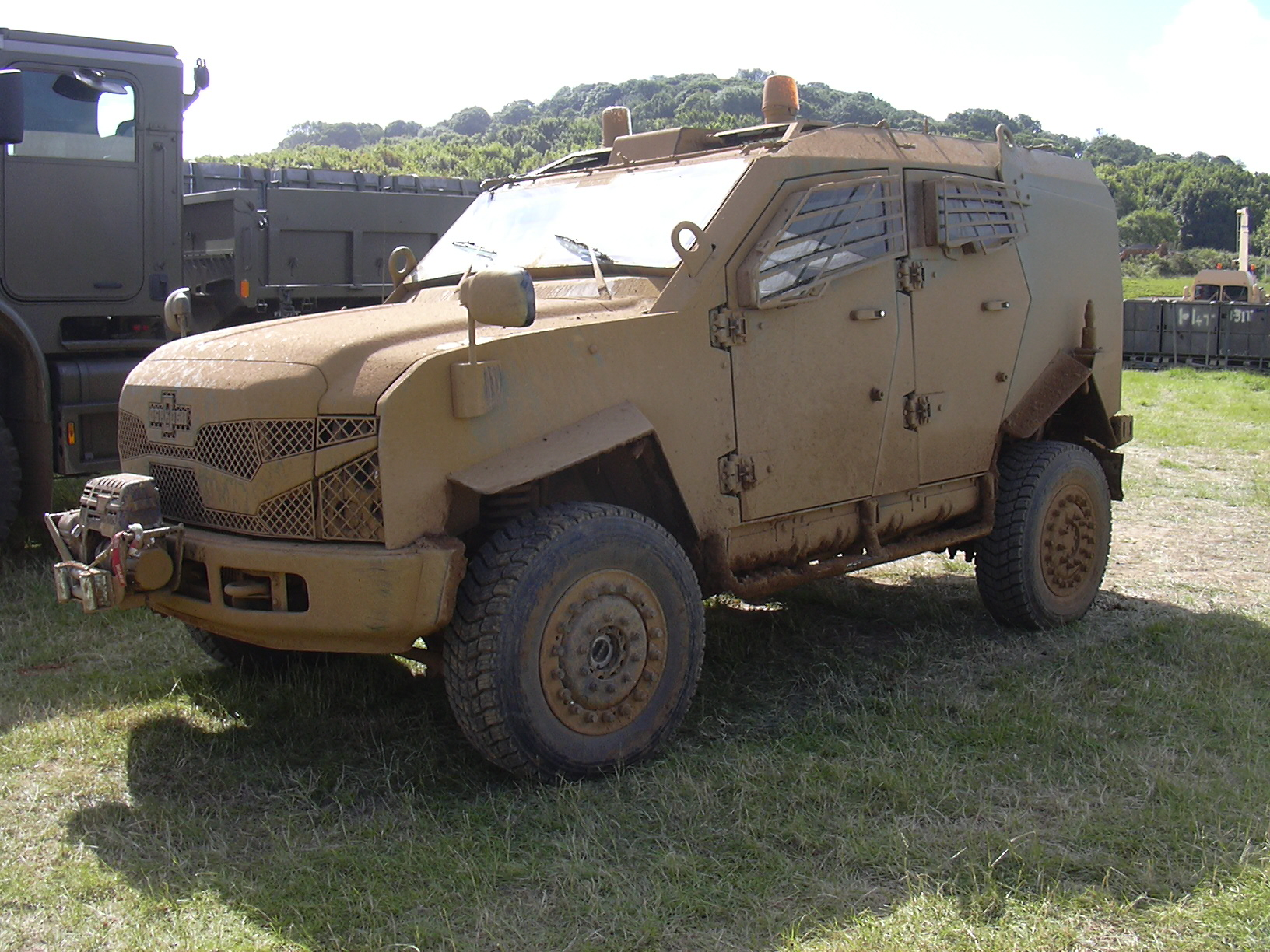
ساند كات

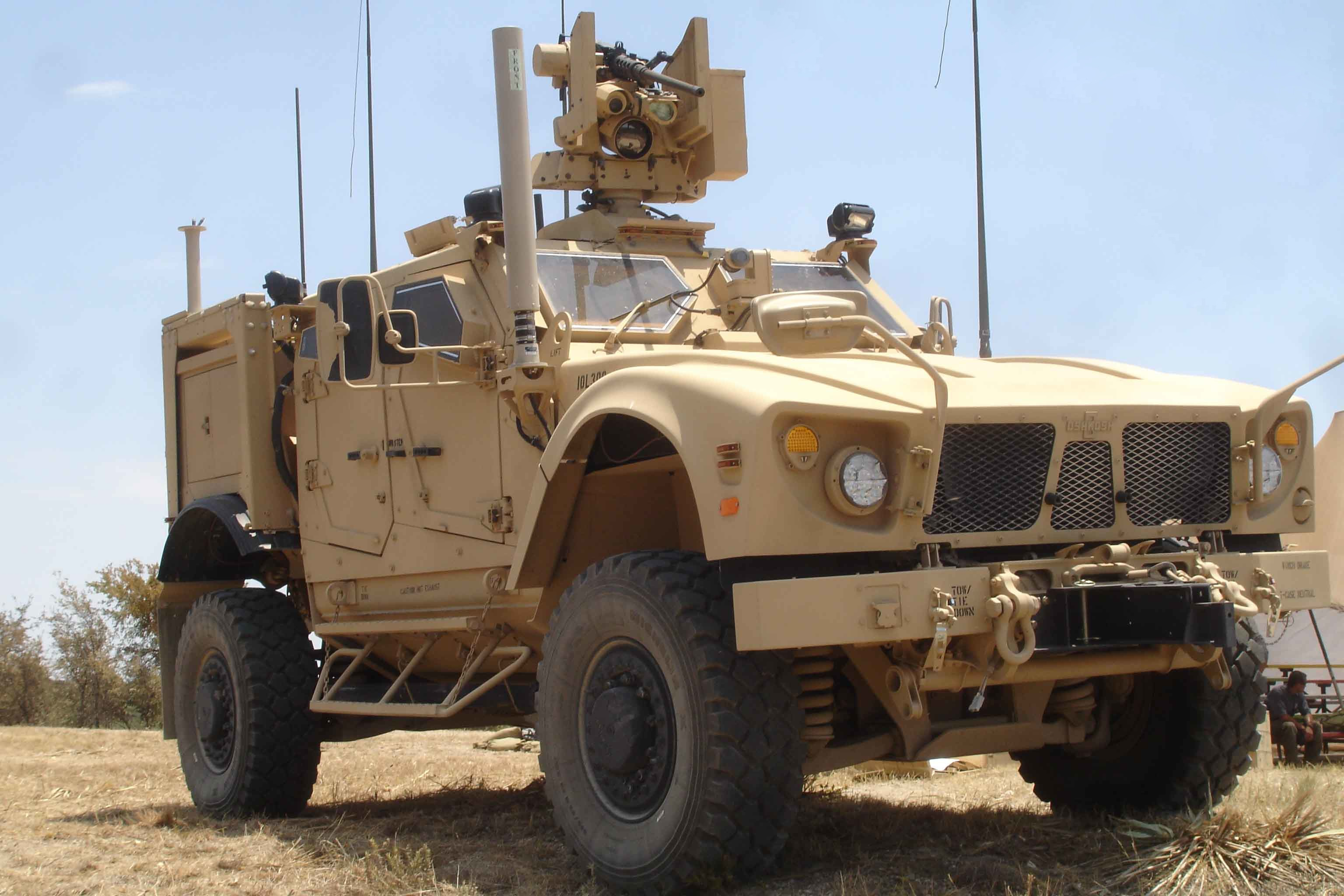
(M-ATV)

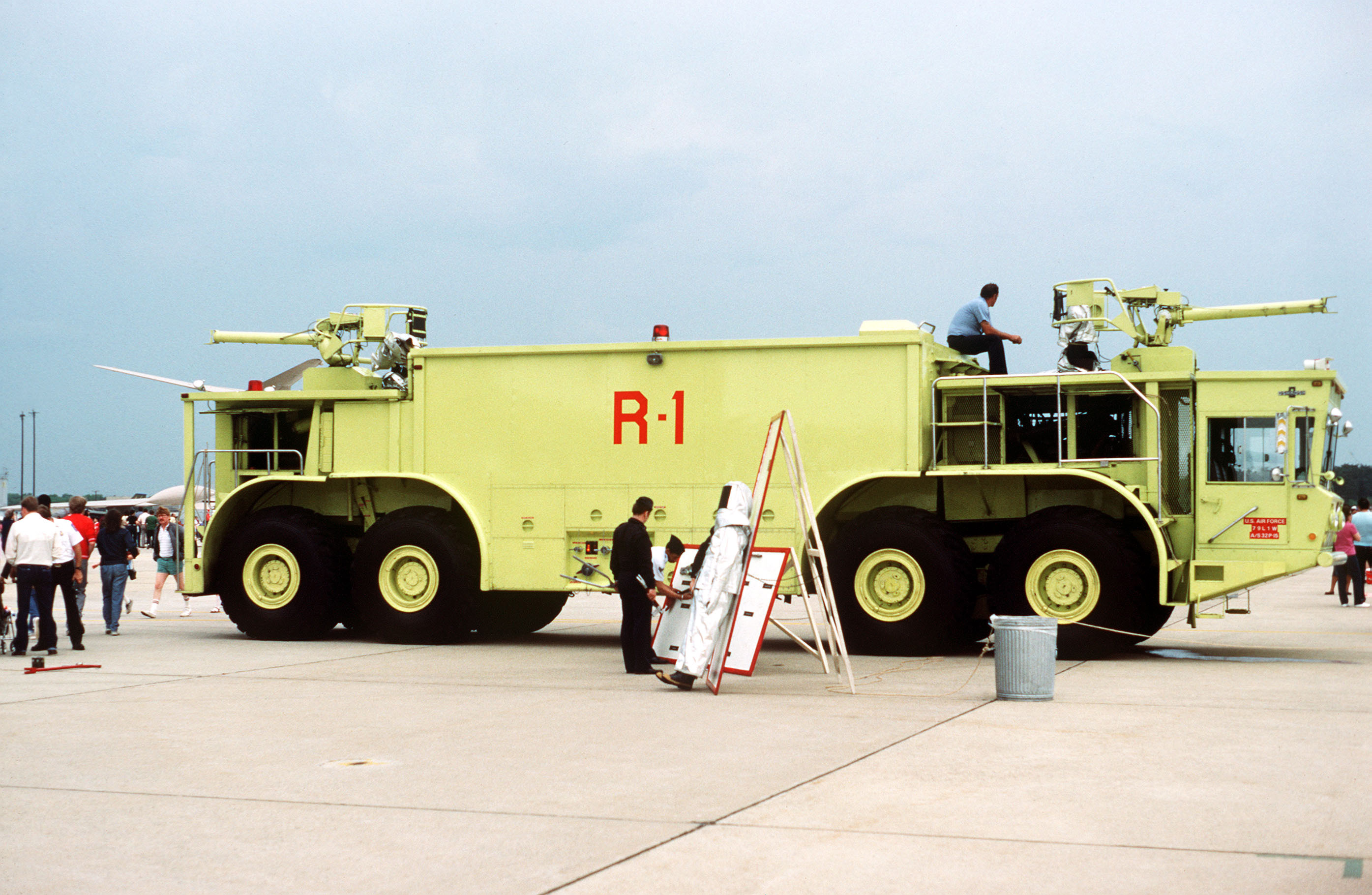
P-15 8x8

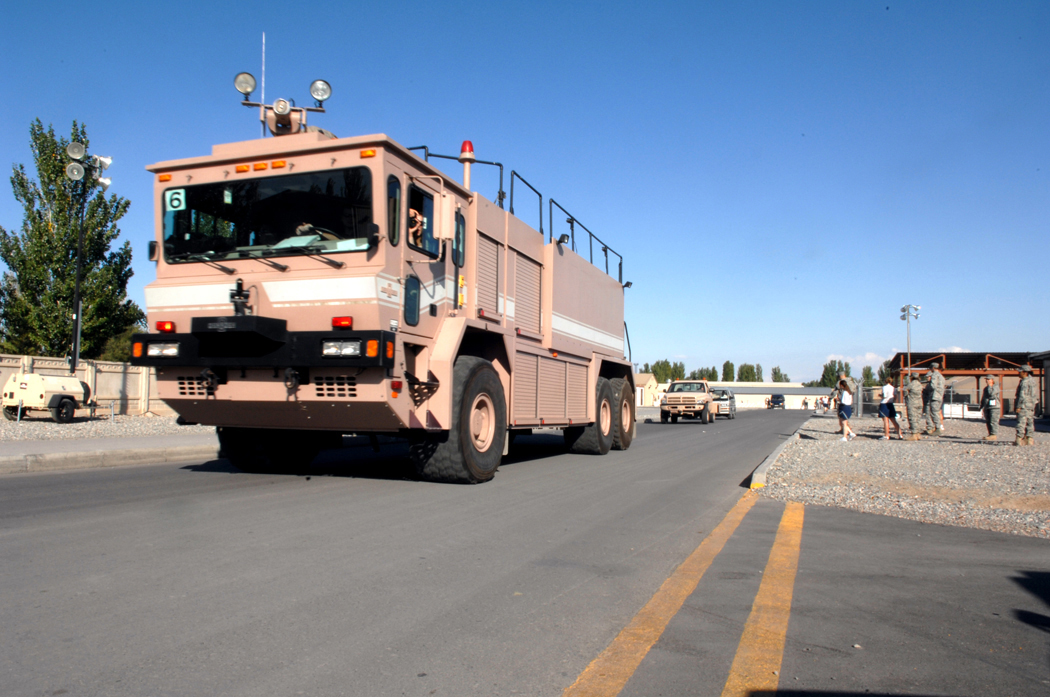
أوشكوش T 3000 6*6

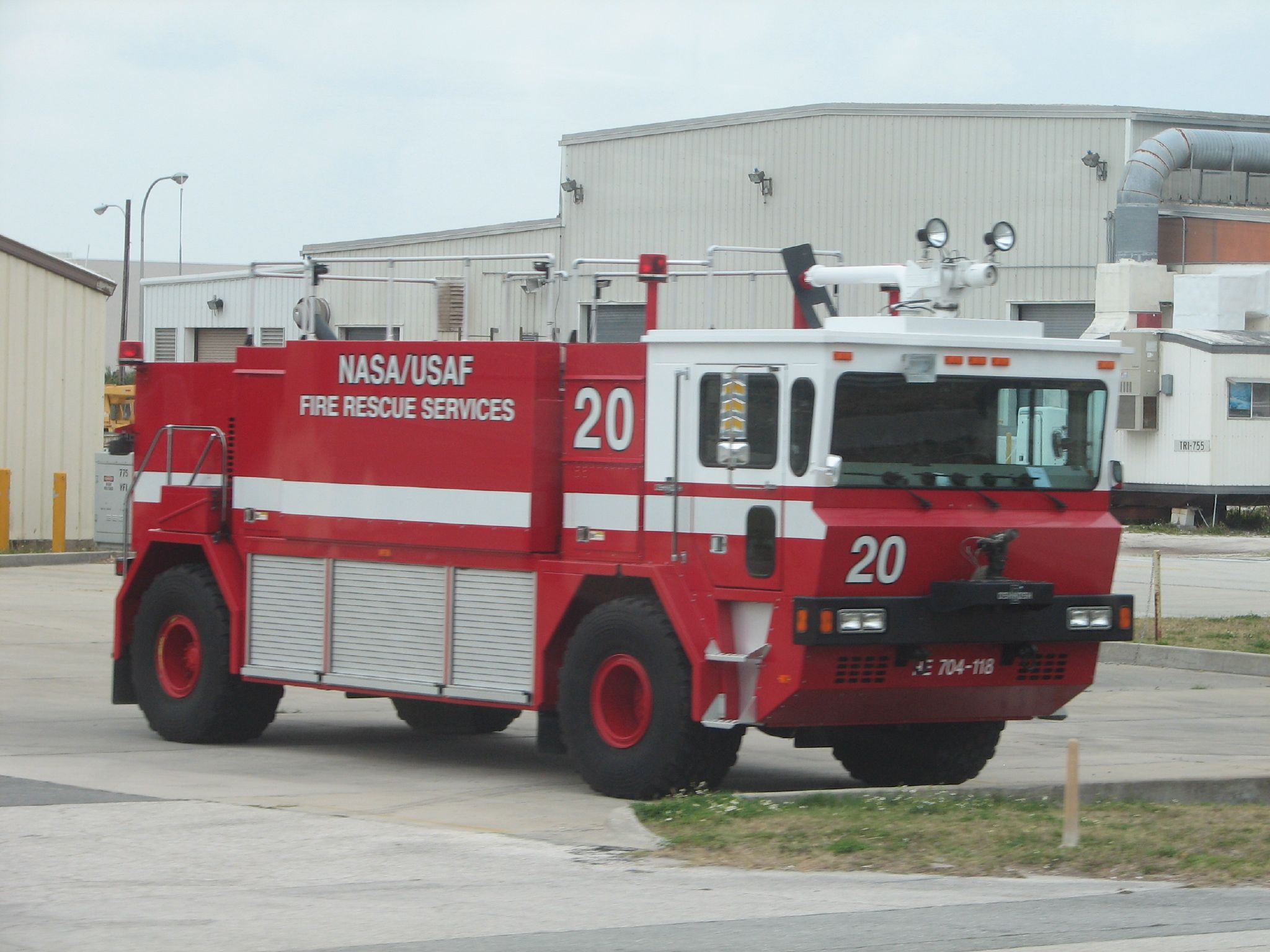
أوشكوش T-3000 4x4

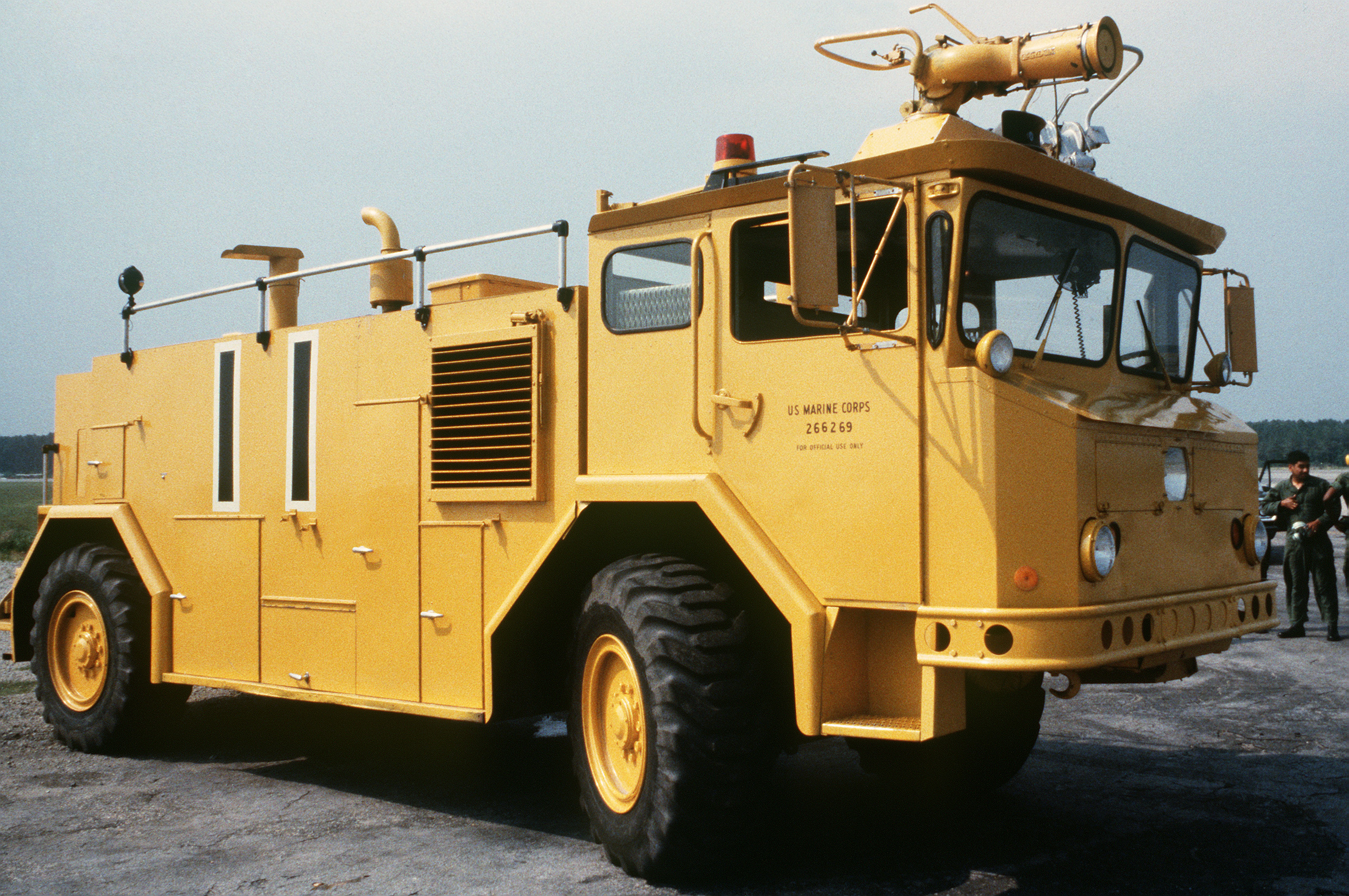
أوشكوش MB1

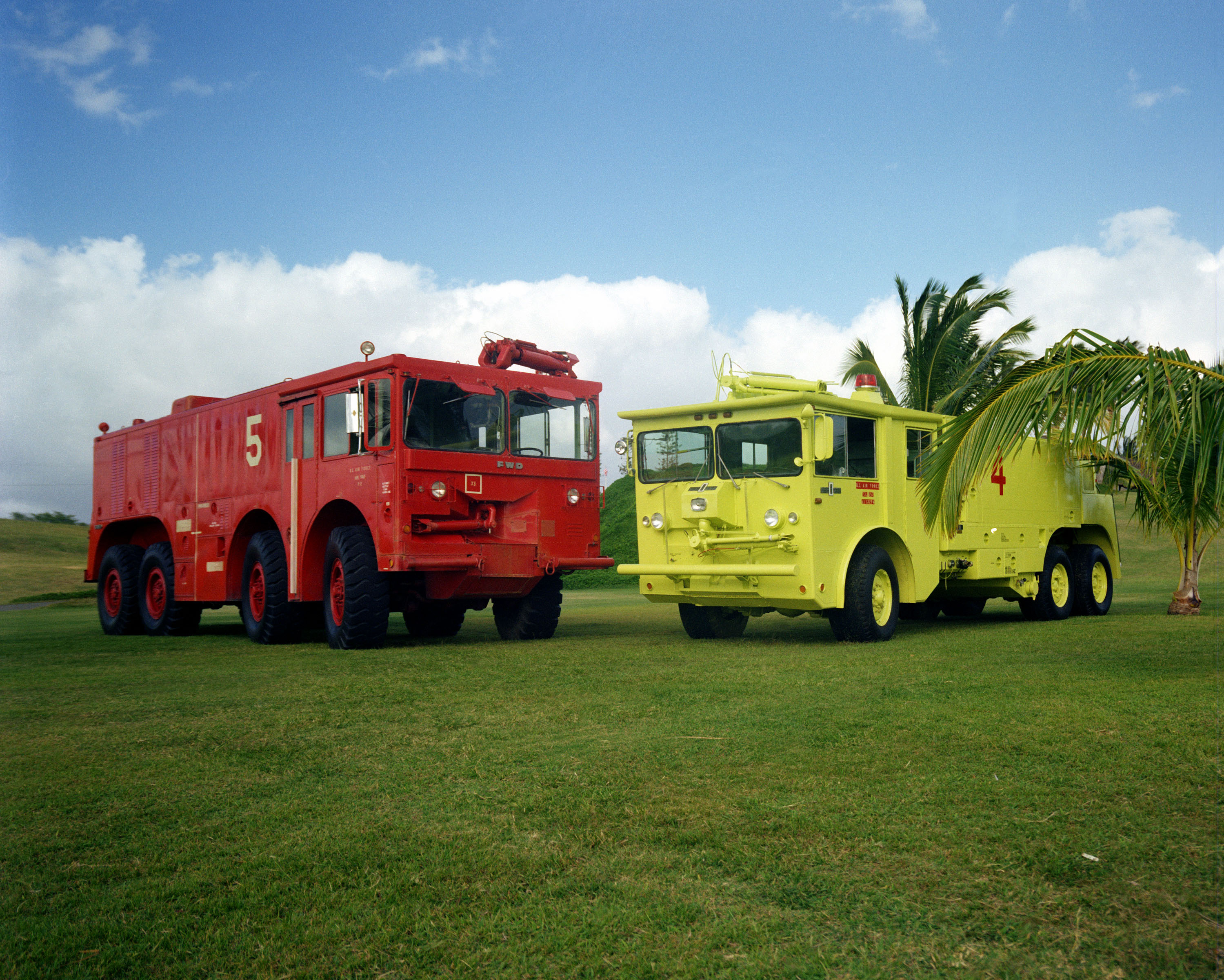
أوشكوش P-4

أوشكوش كوربوريشن، كانت تعرف سابقاً ب (أوشكوش تراك) شركة أمريكية صناعية متخصصة بتصميم وصناعة الشاحنات المتخصصة والمركبات العسكرية وهياكل الشاحنات والرافعات. يقع مقر الشركة في مدينة أوشكوش بولاية ويسكنسون، وتوظف الشركة 12,300 موظف حول العالم. ينقسم عمل شركة أوشكوش إلى أربع ميادين رئيسية : الرافعات، الدفاع، الأطفاء والطوارئ، الشاحنات التجارية.

## التاريخ
تأسست الشركة عام 1917 باسم ويسكونسن ديبلكس أوتو كومبني، وأنشأت الشركة لتصنيع شاحنات الدفع الرباعي للاشغال الشاقة. وبعد إنتاج النموذج التجريبي للشاحنة تطورت الشركة بسرعة. هذا النموذج التجريبي والمعروف اليوم باسم " old Betsy" ما يزال معروضاً في أحد معامل التجميع في أوشكوش وقادر على العمل ويستخدم بصورة دائمة في المسيرات والاستعراضات.

## الفروع
مع وجود المقر العالمي في أوشكوش، تملك شركة أوشكوش فروعاً في 11 بلداً حول العالم ومراكز صيانة وخدمة في 16 بلداً إضافيّاً. يدار قسم الرافعات من مقر ماك كولون سبيرغ بولاية بنسلفانيا، وقسم الدفاع في أوشكوش بولاية بنسلفانيا، وقسم الأطفاء والطوارئ يقع مقره في ابليتون بولاية ويسكنسون، أما قسم الشاحنات التجارية فيدار من مقره في مركز دودج، مينيسوتا.
وتباع منتجات شركة أوشكوش في 130 بلداً حول العالم، كما وتملك الشركة شبكة صيانة وخدمات حول العالم.

## الشركات الفرعية
تملك شركة أوشكوش مجموعة شركات فرعية لإنتاج وتوزيع وصيانة المنتجات باستخدام علامة أوشكوش، وهذه الشركات هي :
1. شركة JLG
2. شركة بيرس الصناعية
3. شركة McNeilus
4. شركة Jerr_Dan
5. شركة أوشكوش للمركبات المتخصصة Oshkosh speciality Vehicle
6. شركة Frontline
7. شركة CON_E_CO
8. شركة London macinery Inc
9. شركة IMT

## المنتجات

### معدات الوصول
- ذراع رافعة ممفصلة
- ذراع رافعة كهربائية
- ذراع رافعة بشكل السارية
- ذراع رافعة تلسكوبية
- رافعات بشكل مقص
- رافعات شخصية عمودية
- مقطورات نوع (L)

### الدفاع
- أوشكوش إم-أي تي في وتعرف إختصاراً ب(M-ATV)
- أوشكوش إل-أي تي في
- عائلة شاحنات تكتيكية متوسطة
- شاحنات نقل معدات ثقيلة وتعرف إختصاراً ب (HETT)
- شاحنة إصلاح عسكرية (HARV)
- شاحنات هجينة للنقل من نوع (HEMTT-ِِِA3) و (HEMTT) .
- مركبة الأمن الداخلي
- مركبات النقل اللوجستي (LVS)
- شاحنة نقل تكتيكية متوسطة (MTVR)
- مركبة مدرعة نوع (Sand Cat)
- سيارة إطفاء حريق تكتيكية
- مقطورة نوع (Packhorse)

### الإطفاء والطوارئ
- هياكل سيارات متخصصة
- مضخات
- معدات إنقاذ
- السلالم (المستخدمة في سيارات الإطفاء)
- أحواض سيارات حوضية
- سيارات إطفاء حرائق الغابات
- سيارات إطفاء
- مقطورات تستخدم لتقديم الخدمات الطبية المتنقلة
- سيارات البث الإذاعي والتلفزيوني
- سيارات الأمن الداخلي
- سيارات رافعة
- سيارات حاملة
- شاحنات تعبأ من الجوانب
- شاحنات (سترايكر)
- جرافات ثلج (سلسلة-H )
- جرافات ثلج (سلسلة-P )
- سيارات إطفاء المطارات

### التجارية
- جرافات
- سيارات جمع النفايات
- مركبات تحمل جانبياً
- خباطات الخرسانة (Standard mixers)
- خباطات الخرسانة (Revolution)
- خباطات الخرسانة (Bridgemaster mixer)
- خباطات الخرسانة (SMS sliding mixer system)
- خباطات الخرسانة تعبأ وتفرغ من الأمام (Front-discharge mixer)
- شاحنات الإصلاح الميكانيكية
- شاحنات التشحيم
- شاحنات إصلاح الإطارات
- ضاغطات الهواء (Air compressors)
- كابسات النفايات المنقولة

## الأستحواذ
منذ سنة 1996 أكملت أوشكوش 15 عملية إستحواذ وعمليتي تصفية إستثمارات :
- 1996- Pierce Manufacturing, Inc.
- 1997- Nova Quintech
- 1998- McNeilus Companies, Inc.
- 1999- Kewaunee Fabrications, L.L.C.
- 1999- Viking Truck & Equipment
- 2000- Medtec Ambulance Corporation (Defunct as of July 2012)
- 2001- Geesink Norba Group (divested 2009)
- 2001- TEMCO
- 2004- Jerr-Dan Corporation
- 2004- BAI Corporation (divested 2009)
- 2005- CON-E-CO
- 2005- London Machinery, Inc.
- 2006- AK Specialty Vehicles, now known as Oshkosh Specialty Vehicles.
- 2006- IMT (Iowa Mold Tooling)
- 2006- JLG Industries